# Metralladora Gatling
La metralladora Gatling va ser la primera arma de foc de repetició que va tenir èxit en combinar la fiabilitat amb una alta cadència de trets i la facilitat de recarregar en un sol dispositiu. La va dissenyar l'inventor nord-americà Richard J. Gatling el 1861 i la va patentar el 9 de maig del 1862. Actualment, el terme sistema Gatling es refereix sovint a les armes amb un sistema de canons rotatius similar.
Segons la definició del terme, la Gatling es pot considerar la primera metralladora. Les metralladores disparen de forma totalment automàtica gràcies a l'aprofitament de part de l'impuls dels projectils disparats. Al principi, quan tot just s'havia desenvolupat aquesta tecnologia, la Gatling necessitava un impuls exterior, com una maneta manual o un motor hidràulic o elèctric.

## Funcionament
Antigament la Gatling era accionada amb una maneta i tenia sis canons que giraven al voltant d'un eix central, com l'arma de Pückler, que permet la recàrrega dels altres canons mentre mentre un dispara. Els primers models eren capaços de disparar aproximadament 600 bales per minut, i comptaven amb una estora fibrosa que es podia mullar amb aigua per refrigerar els canons, això últim va ser eliminat en models posteriors en demostrar-se ineficaç. La munició, que inicialment era un cilindre d'acer carregat amb pólvora negra i acarnissat amb un fulminant (els cartutxos autònoms de llautó encara no havien estat inventats), era alimentada per gravetat a través d'una tremuja o un carregador inserit sobre l'arma. Cada canó tenia el seu propi mecanisme de tret. Després del 1861, els cartutxos de llautó, similars als cartutxos moderns, van substituir el cartutx de paper, però les gatling no els van incorporar fins més tard.
El model de 1881 va ser dissenyat per a utilitzar el sistema d'alimentació de Bruce, que acceptaria dues files de cartutxos del calibre 45/70. Mentre una fila era disparada, l'altra podria ser recarregada, i així permetre el foc sostingut. L'arma final requeria quatre operadors, dels quals un s'encarregava de disparar, dos més de recarregar i un altre de la cambra de refrigerar l'arma, normalment amb aigua. El 1876, la metralladora gatling podia disparar fins a 1200 bales per minut, encara que 400 eren més raonables.
Des dels seus orígens, el 1860, fins a l'actualitat, la gatling s'ha vist obligada a conviure enmig d'un sentiment contradictori. La seva increïble cadència de foc provoca autèntic pànic entre els que són blanc dels seus múltiples trets.